# الوعاء (هيكل)
الوعاء (TKA) عبارة عن هيكل عام ومعلم تم إنشاؤه كجزء من مشروع إعادة تطوير ساحات هدسون في مانهاتن، مدينة نيويورك، نيويورك. بدأ البناء في أبريل 2017 ؛ تم افتتاحه في 15 مارس 2019.
صممه المصمم البريطاني توماس هيذرويك، يرتفع الهيكل المذهل الذي يشبه قرص العسل إلى 16 طابقًا ويتكون من 154 رحلة على الدرج و 2,500 خطوة و 80 مهبطًا ليتسلقه الزائرين. الوعاء هي السمة الرئيسية لل 5 أكر (2.0 ها) ساحة هدسون العامة. من المتوقع أن تبلغ تكلفتها النهائية 200 دولار مليون.
اسم الهيكل هو عنوان العمل، كما هو موضح في اختصار TKA ، مما يعني «معروف مؤقتًا باسم». طلب مالكو الهيكل من العامة إعطاءه اسمًا رسميًا وتخصيص موقع إلكتروني لتسمية هذا الاسم. واحدة من أكثر الأسماء التي تمت مناقشتها على وسائل التواصل الاجتماعي هي " الشاورما "، بعد اللحم المخروطي الشكل المشهور على عربات الشوارع.

## الوصف

المنظر من الأعلى

الوعاء مكون من 16 طابقًا، ارتفاع 150 قدم (46 م)  هيكل السلالم المتصل بين مباني هدسون يارد، وتقع في 5 أكر (2.0 ها) ساحة هدسون العامة. صممه توماس هيذرويك،  الوعاء لديه 154 رحلة، 2,500 خطوة، و 80 هبوطًا يمتد من عرض 50 قدم (15 م) قاعدة لها 150 قدم (46 م) قمة (تجعلها طويلة كما هي واسعة في قمتها)،  طول الدرج الكلي يتجاوز 1 ميل (1.6 كـم)  الهيكل لديه أيضا سلالم ومصعد للامتثال لقانون الأمريكيين ذوي الإعاقة لعام 1990 . قال ستيفن روس، الرئيس التنفيذي لشركة «الشركات ريليتد» التي تعمل على تطوير هدسون ياردز، إن شكلها غير العادي يهدف إلى جعل الهيكل يبرز مثل «شجرة عيد الميلاد لمدة 12 شهرًا». الخطوات المغطاة النحاسية مرتبة مثل صالة الأدغال الرياضية  والنموذج على غرار الخطوات الهندية،  يمكنه استيعاب 1,000 شخص في المرة الواحدة. قال هيذرويك إنه يعتزم الزوار الصعود واستكشاف الهيكل كما لو كانت صالة الأدغال رياضية. في الجزء العلوي من الهيكل، يمكن للزوار رؤية نهر هدسون.
تم تصميم الوعاء جنبا إلى جنب مع ساحة هدسون يارد العامة، التي صممها توماس ولتز من نيلسون بيرد وولتز لتنسيق الحدائق. المرفقة 5 أكر (2 ها) الساحة العامة بها 28,000 نبتة و 225 شجرة،  تقع على المنصة التي بنيت عليها هدسون ياردز. الجانب الجنوبي من الساحة سيحصل على مظلة من الأشجار. المدخل الجنوبي الشرقي سيحتوي علي نافورة كذلك. A ""حديقة دخول«معبرة موسميا» هو المقصود ل ساحات ال34 شارع هدسون مدخل محطة المترو على شارع 33. تم تصميم الساحة أيضًا لربط متنزه هاي لاين.
على الرغم من أن الوعاء كانت في الأصل من المقرر أن تكلف 75 مليون دولار،  تمت مراجعة الإسقاطات فيما بعد إلى ما بين 150 دولار  و 200 مليون دولار. نسب هيذرويك زيادة السعر إلى درجة تعقيد بناء القطع الفولاذية. يتم تجميع قطع الوعاء في بلدية مونفالكوني في إيطاليا. تنقل السفن أقسام النحت إلى أرصفة نهر هدسون.

كان من المخطط أن يكون «الوعاء» هو الاسم المؤقت للهيكل أثناء الإنشاء، وسيتم تحديد اسم دائم لاحقًا. بعد فتح الوعاء ، طلبت شركة هدسون ياردز من العامة منحها اسمًا رسميًا، وإنشاء موقع ويب مخصص لهذا الغرض.

## التاريخ

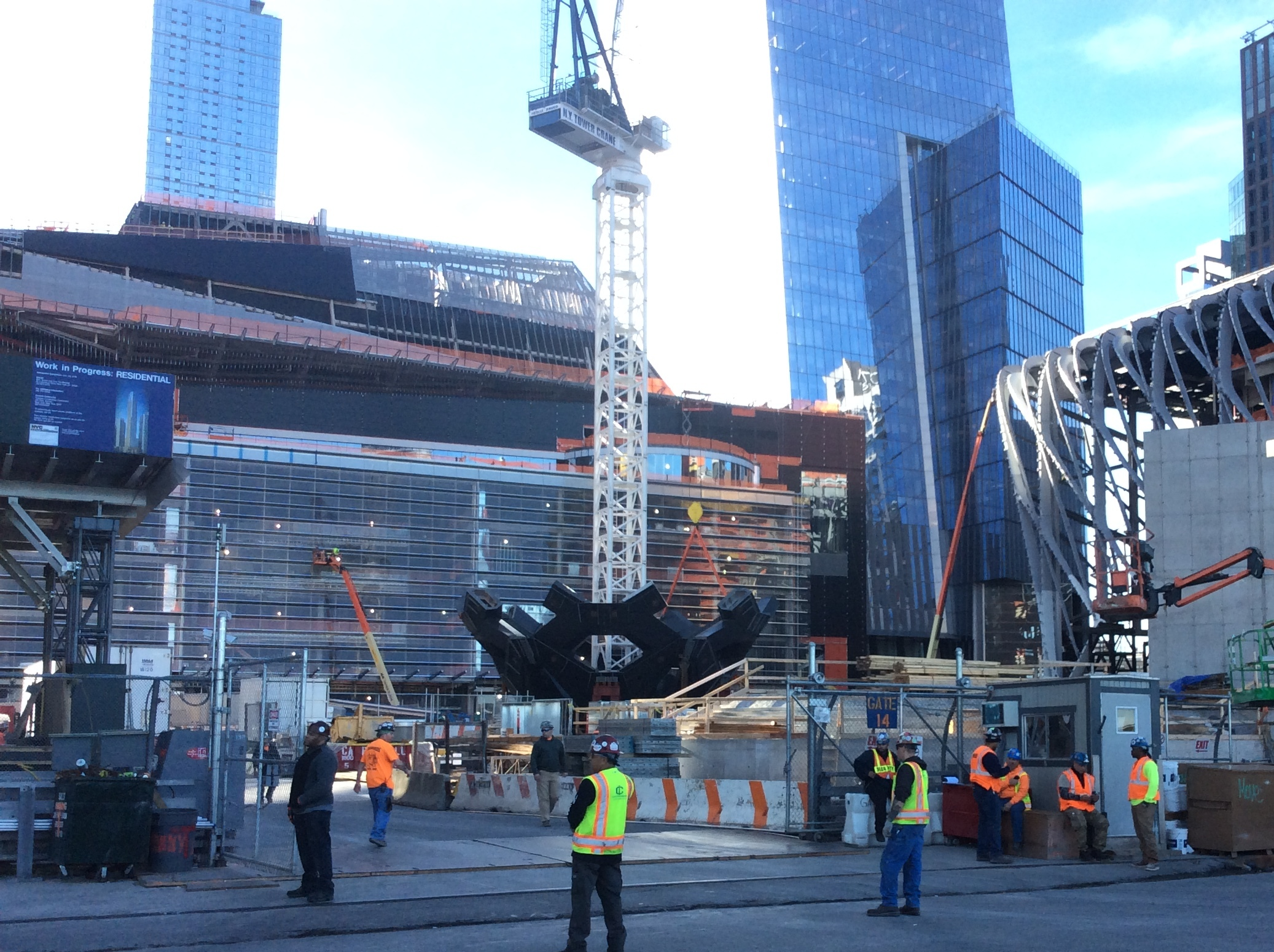
بداية البناء ، مايو 2017

في مقابلة مع مجلة فورتشن ، قال روس إنه «أراد أن يقوم بشيء تحويلي هائل»، مما أدى إلى مفهوم الوعاء. كان روس يبحث عن خمسة فنانين لم تذكر أسماءهم اشتهروا بتصميم الساحات المماثلة، ثم طلب منهم تقديم مقترحات متعمقة. ورفض جميع الخطط، وعند هذه النقطة قدم زميل روس هيذرويك له. بعد ستة أسابيع من الحديث، قبل روس اقتراح هيذرويك على الفور لأنه «كان لديه كل ما أريده». في مقابلة مع ديزاينبوم ، قال هيذرويك أن تصميمه لوعاء نشأت من تجربة الطفولة عندما «وقعت في الحب في رحلة القديمة عند رؤيته الدرج الخشبي المهجور خارج موقع البناء المحلي». ذكرت وسائل الإعلام لأول مرة تكليف هيذرويك في أكتوبر 2013.

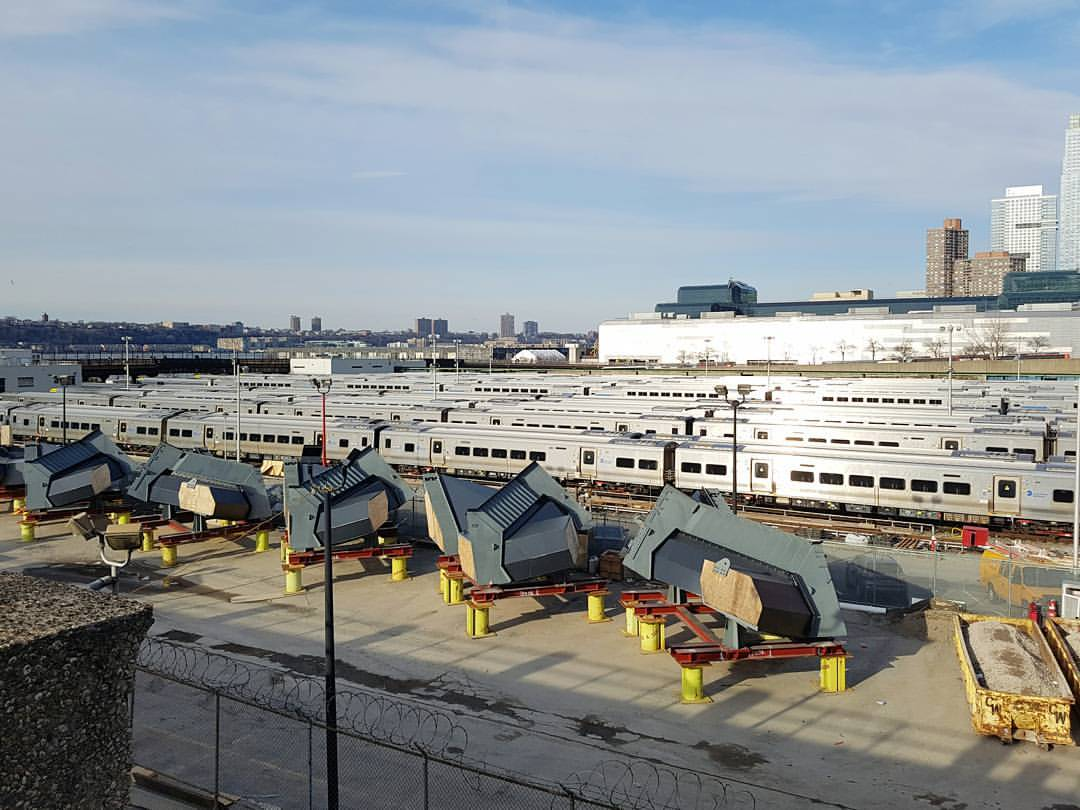
تخزين أجزاء الوعاء في ساحة الجانب الغربي

تم الكشف عن مفهوم الوعاء للجمهور في 14 سبتمبر 2016،  في حدث حضره مئات الأشخاص بمن فيهم عمدة مدينة نيويورك بيل دي بلاسيو. استضافته أندرسون كوبر، وأظهرت الماسبة أداء من مسرح رقص ألفين أيلي الأمريكي الذي أثار تصميم الوعاء المتداخل من سلالم 
في أبريل 2017، تم تثبيت أول قطعة رئيسية من التمثال في هدسون ياردز. بدأ البناء في 18 أبريل  مع تثبيت أول 10 أجزاء من الهيكل المكون من 75 قطعة. كان من المتوقع الانتهاء منه في ربيع عام 2019،  مع وصول 65 قطعة أخرى إلى خمس دفعات. تصدرت البنية في ديسمبر 2017. في أكتوبر 2018، تم الإعلان عن أن افتتاح الوعاء كان من المقرر عقده في 15 مارس 2019، وأن تذاكر الدخول إلى الهيكل ستصبح متاحة في فبراير. بحلول يناير 2019، كان مسؤولو شركة هدسون ياردز يطلبون اقتراحات عامة لإعادة تسمية السفينة . على الرغم من أن الهيكل لم يكن له اسم رسمي، إلا أن موقع هادسون ياردز أطلق عليه اسم «سلالم هدسون ياردز». تم فتح الوعاء كما هو مقرر في 15 مارس 2019.

## الاستيعاب النقدي

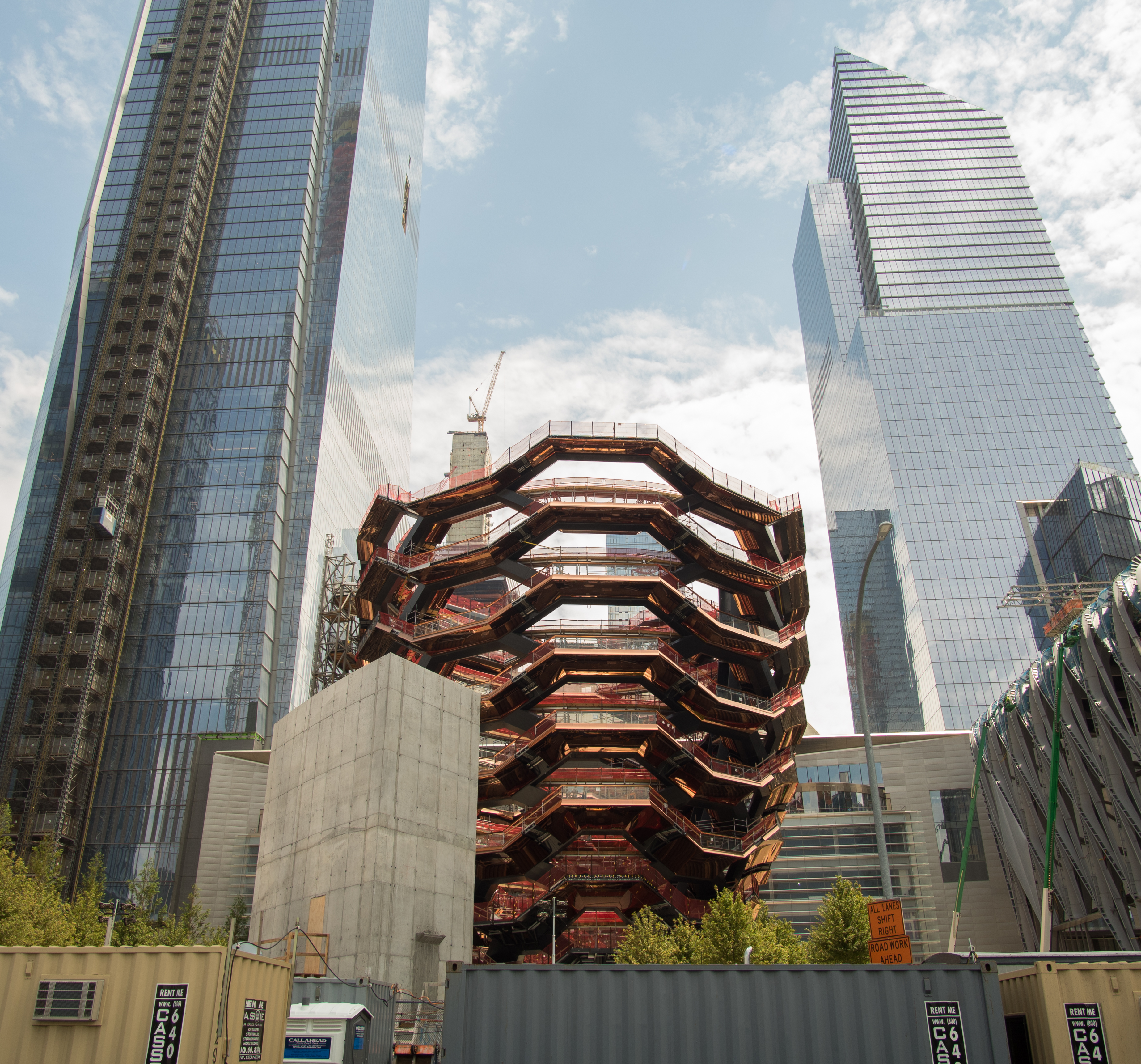
شوهد من 11th Avenue في يونيو 2018

تلقى التمثال على حد سواء اشادة وانتقاد عند الكشف عنه. سميت فورتشن الوعاء «رد مانهاتن على برج إيفل»،  وهو الشعور الذي رددته سي إن إن. قارنت الي ديكور السفينة برسم ايشر. ذكرت صحيفة نيويورك تايمز أن التمثال، على الرغم من كونه «درجًا إلى أي مكان» بالمعنى النفعي، كان بمثابة «علامة تعجب» إلى الطرف الشمالي لمتنزه هاي لاين. أطلق جوثامست على السفينة «إضافة جريئة لمشهد المدينة». عند الحديث عن عملية تصميم الهيكل، صرح هيذرويك قائلاً: «كان علينا التفكير فيما يمكن أن يكون دور معلم بارز. شيء يمكن أن يساعد في إعطاء الطابع والخصوصية للمساحة.»  أطلق العديد من المعلقين على هيكل الشاورما العملاق .
اعجبت سوزان فريدمان رئيسة صندوق الفن العام بأداء السفينة لكنها وصفتها بأنها «قفزة في الإيمان من حيث الحجم». وذكرت أنه قد يكون هناك طلب كبير على الوعاء ، خاصة بالنظر إلى قرب الهيكل من الخط العالي. قام النقاد الآخرون بمراجعة السفينة بشكل أكثر سلبية. وصف مايكل كيميلمان، الناقد في صحيفة نيويورك تايمز ، المظهر الخارجي للوعاء بأنه «مبهج» وانتقد هدسون ياردز بشكل عام باعتباره «مجتمع مسور» يفتقر إلى مساحة عامة حقيقية. دعا فابوس أوسوليفان من سيتي لاب إلى الوعاء ، إلى جانب مشاريع هيريويك العديدة والمشروعات المعمارية التي يمولها المليارديرات، «نصب تذكاري رائع لكونه خالٍ من أي وقت مضى».
كان الكثير من انتقادات السفينة لسياساتها في التصوير الفوتوغرافي. تدعي هدسون ياردز، مالك الوعاء ، ملكية جميع الصور ومقاطع الفيديو التي تم التقاطها من الوعاء ، وتحتفظ بحق استخدام أي صور أو مقاطع فيديو تم التقاطها لأغراض تجارية دون دفع رسوم الملكية. تم انتقاد هذا الاستخدام المميز للصور ومقاطع الفيديو من قبل شركة هدسون ياردز، وهي شركة خاصة، لأن هدسون ياردز استفادت من إيرادات الضرائب التي بلغت 4.5 مليار دولار. بعد ظهور انتقادات حول سياسة حقوق الطبع والنشر لشركة الوعاء ، قام هدسون ياردز بتعديل السياسة بحيث يمكن للزوار امتلاك الصور للوعاء .

## معرض صور

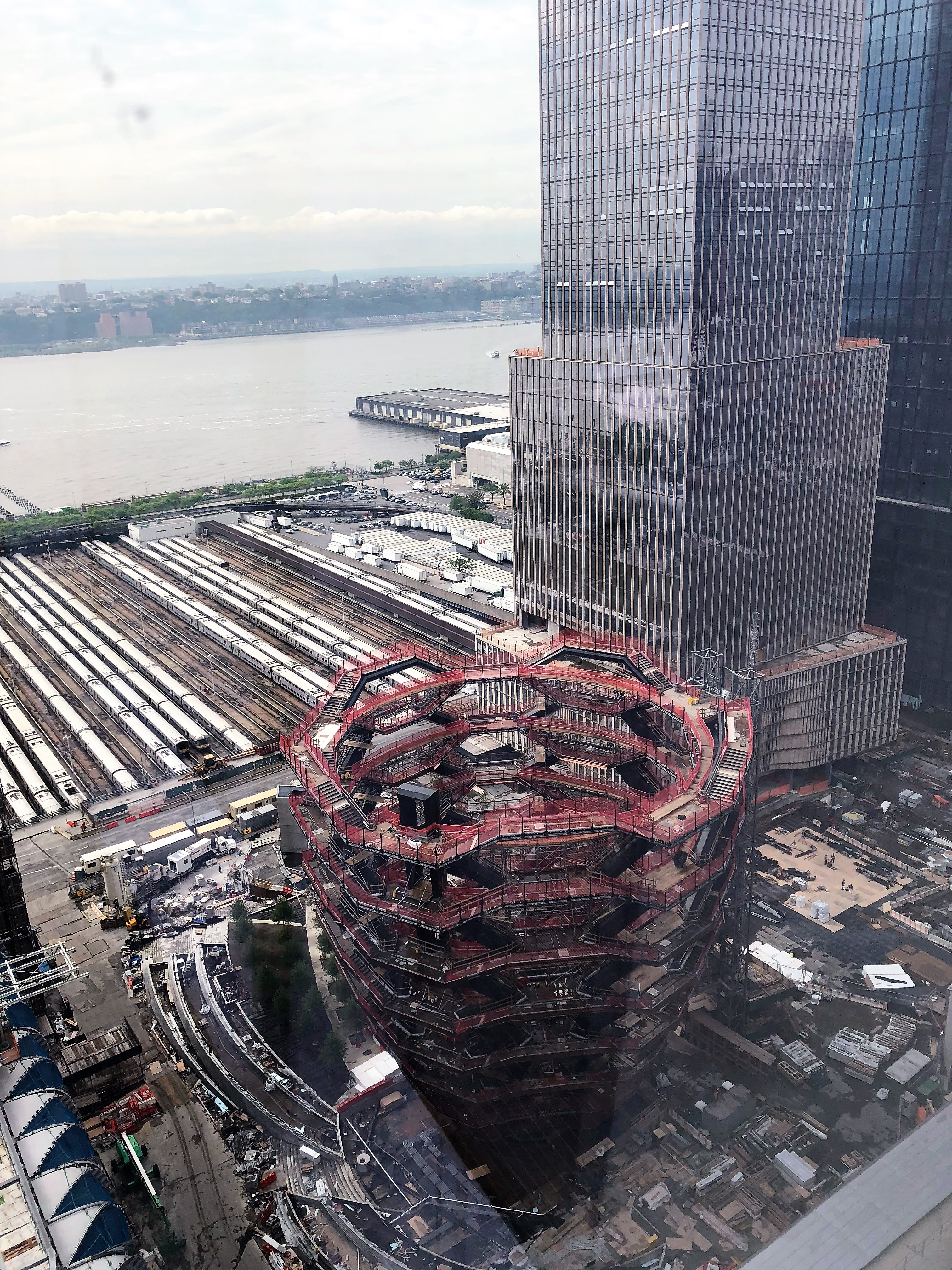
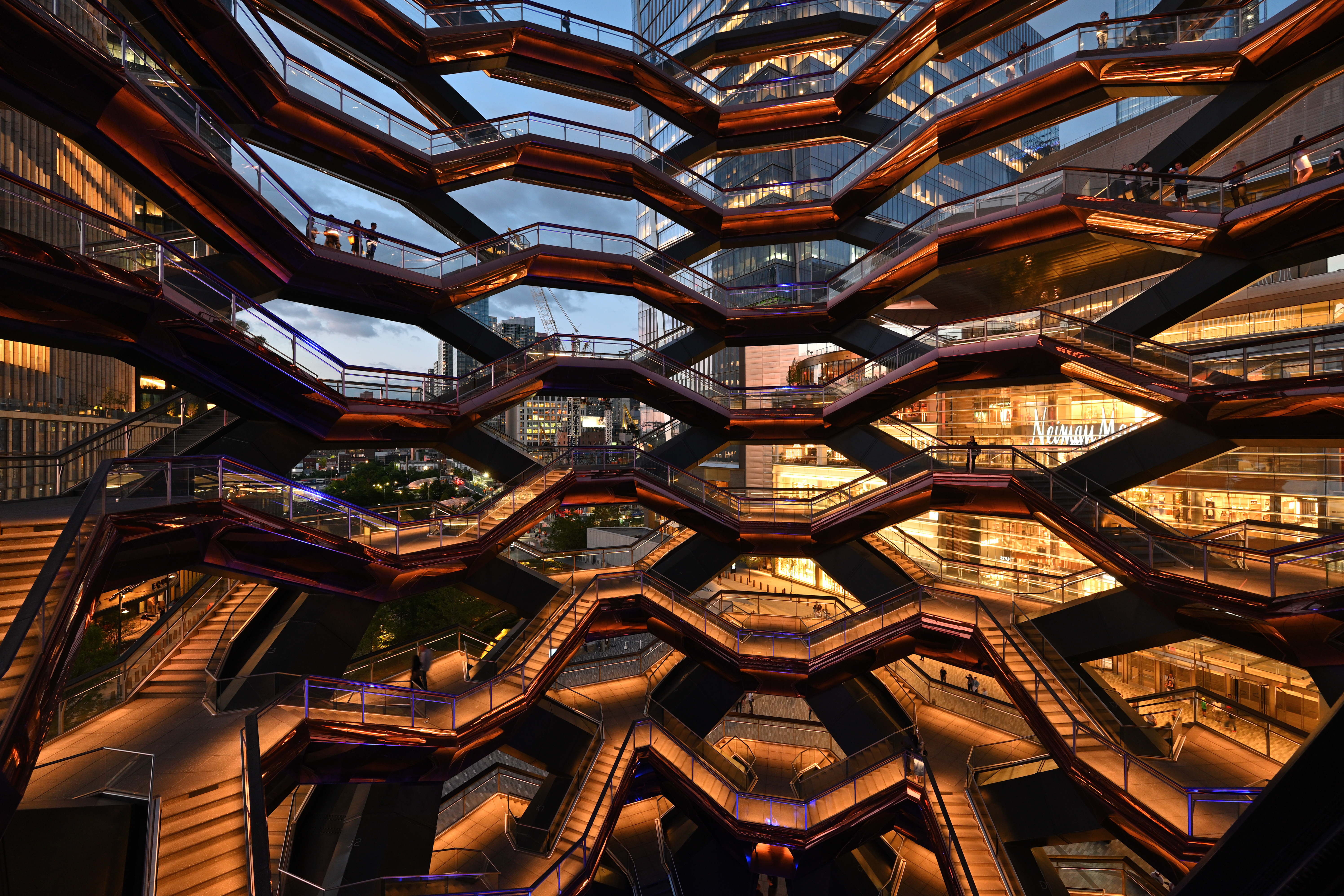
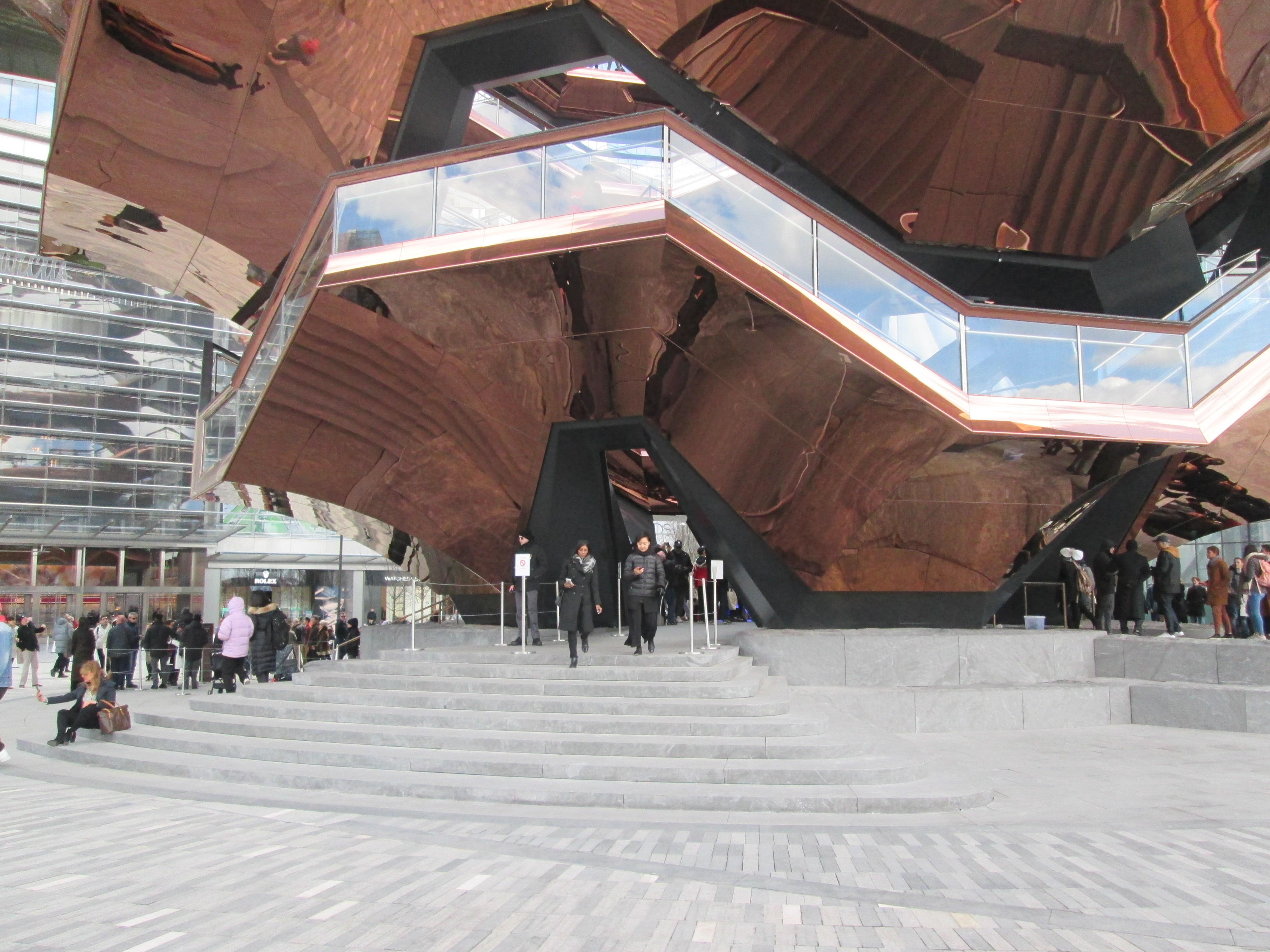
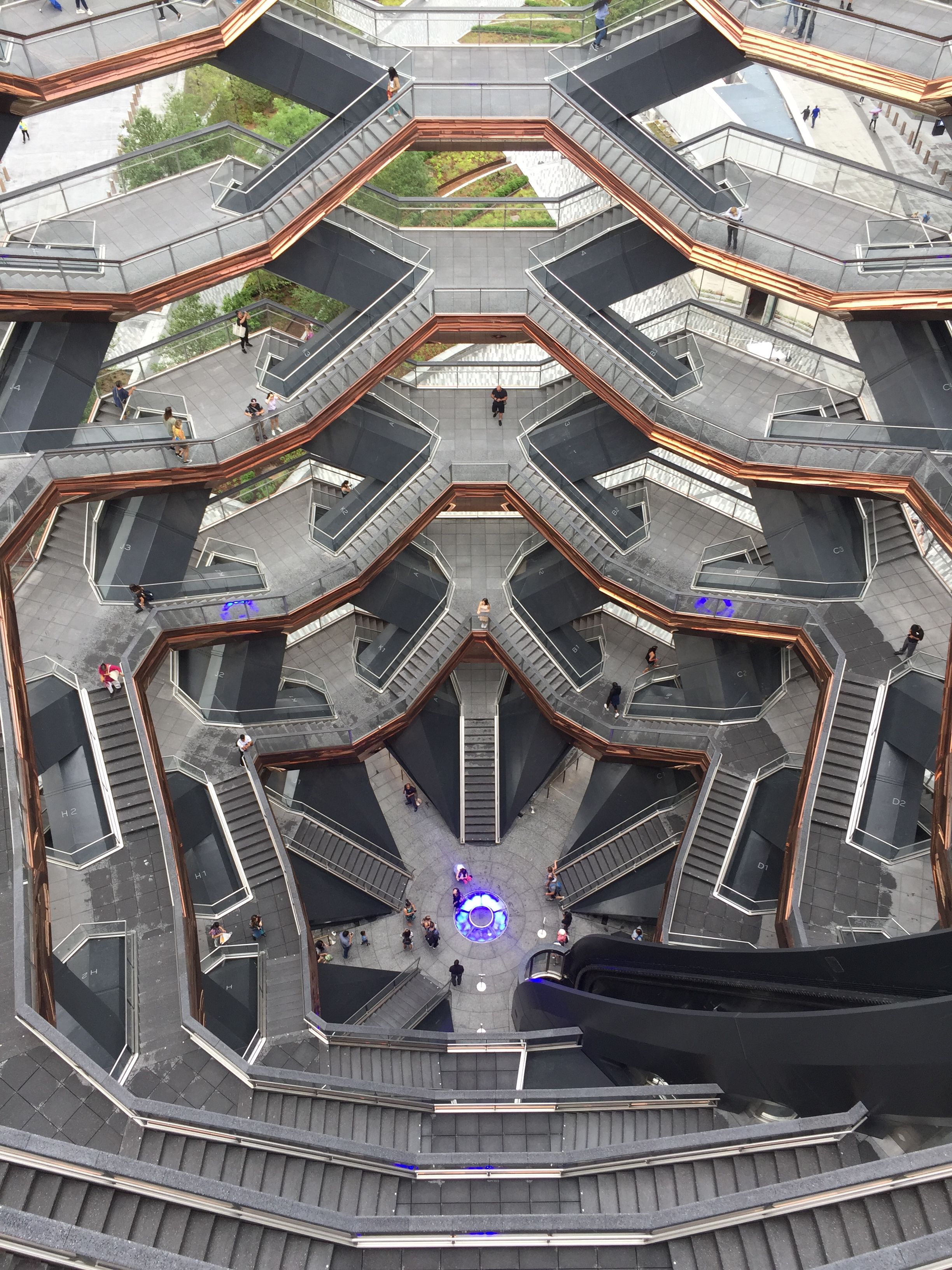

## روابط خارجية
- الموقع الرسمي
- السفينة توماس هيذرويك هيكل الفن العام المتضخم على شبكة سي بي اس صنداي صباح اليوم